# Trommehinde
Trommehinden (membrana tympani) er en membran, der adskiller øregangen fra mellemøret, og den måler cirka 10 millimeter i diameter. Når lyden rammer trommehinden bliver denne sat i svingninger, lydbølger med forskellige frekvenser får trommehinden til at vibrere med forskellige hastigheder, så lyden forplanter sig til mellemøret.
Lyd opfattes altså primært gennem luftbårne lydbølger. Når man hører sin egen stemme derimod ledes lyden ikke via luften, men via knoglerne, det er derfor at man synes ens stemme lyder anderledes hvis man hører den på en lydoptagelse.
| Anatomi | Spire Denne artikel om anatomi er en spire som bør udbygges. Du er velkommen til at hjælpe Wikipedia ved at udvide den. |